# Авијатик Берг 30.24
Авијатик Берг 30.24 је аустроугарски ловачки авион који је производила фирма Авијатик. Први лет авиона је извршен 1917. године. 

Овај трокрилац је израђен само као прототип, пошто су летне особине биле сличне моделу Авијатик .
Највећа брзина у хоризонталном лету је износила 175 km/h. Размах крила је био 7,22 метара а дужина 6,86 метара. Био је наоружан са 2 предња митраљеза калибра 8 милиметара Шварцлозе.

## Наоружање
Авион Авијатик Берг 30.24 је био наоружан са два фиксна синхронизована митраљеза Шварцлозе калибра 8 mm која су гађала кроз обртно поље елисе.
| Наоружање авиона: Авијатик Берг 30.24 |                             |
| Ватрено (стрељачко) наоружање         |                             |
| Топ                                   |                             |
| Митраљез                              |                             |
| Број и ознака митраљеза               | 2 х Шварцлозе (Schwarzlose) |
| Калибар                               | 8                           |
| Бомбардерско наоружање (бомбе)        |                             |
| Ракетно наоружање (ракете)            |                             |

## Верзије
Није било верзија овог авиона.

## Оперативно коришћење
Овај авион је био прототип и служио је за проверу летних особина.

## Земље које су користиле авион
- Аустроугарска